# Gondtherium
Gondtherium is een geslacht van uitgestorven Mammaliaformes uit de Kotaformatie in India. Het werd door degenen die het beschreven als een lid van de Docodonta beschouwd, maar het blijft onduidelijk of dit het geval is.
De typesoort Gondtherium dattai werd in 2007 benoemd door de ontdekker G.V.R. Prasad en B.K. Manhas. De geslachtsnaam verwijst naar de stam van de Gond, die het vondstgebied bewoont en verbindt hun naam met een Grieks thèrion, 'beest'. De soortaanduiding eert Pradipendra Mohan Datta, de directeur van de Geological Survey of India.
Het holotype VPL/JU/KM/12 is gevonden in een rivieroever bij het dorp Paikasigudem in Andhra Pradesh. Het bestaat uit een bovenste derde linkerpremolaar, de achterste in de reeks. Van de tand is het glazuur verdwenen en de vermoedelijk drie wortels zijn afgebroken.
De premolaar van Gondtherium vertoont overeenkomsten met die van Haldanodon. Uniek zou zijn dat de spitsen van de twee buitenste knobbels gevorkt zijn met een brede inkeping tussen de punten.
Gondtherium werd gevonden in de bovenste Kotaformatie, die wordt beschouwd als tussen het Midden-Jura en het Vroeg-Krijt. Andere mammaliaformen uit het Mesozoïcum die daar worden gevonden, zijn leden van Morganucodonta en Amphilestidae. De auteurs die Gondtherium beschreven - dat alleen bekend is van een enkele versleten en fragmentarische premolaar - beschouwden het als een docodont op basis van de tandknobbels. Het zou dan de enige docodont zijn die van het zuidelijk halfrond bekend is. Dit is echter door verschillende latere onderzoekers betwist, en dus blijft de exacte identiteit van Gondtherium onopgelost.